# Dobro došli u plavi pakao
Dobro došli u plavi pakao, komedija Borivoja Radakovića, praizvedena u Satiričkom kazalištu Kerempuh 1994. Režirao ju je Petar Veček. Radnja je smještena u Zagreb sredinom 1990-ih, i vezana uz nogometni derbi između zagrebačkog Dinama i splitskog Hajduka. Igrala je 89 puta i bila odlično prihvaćena među publikom i nogometnim navijačima Problemski intonirana, izazvala je kontroverze zbog društvenog i političkog naboja koji je nosila zbog tadašnje promjene imena "Dinamo" u "Croatia".
Radio-dramska verzija predstave je premijerno emitirana 2007.